# 다이메이정
다이메이정(일본어: 岱明町)은 일본 구마모토현 북서부, 다마나군의 옛 정이다.
2005년 10월 3일에 다마나시, 요코시마정, 덴스이정과 신설합병해 새로운 다마나시가 되었다.

## 역사
- 1955년 4월 1일 - 오노촌, 무쓰아이촌, 다카미치촌, 나베촌이 합병해 다이메이촌이 탄생하였다.
- 1965년 4월 1일 - 정으로 승격해, 다이메이정이 되었다.
- 2005년 10월 3일 - 다마나시, 요코시마정, 덴스이정과 신설 합병해 새로운 다마나시가 되었다.

## 교통

### 철도
- 규슈 여객철도
  - 가고시마 본선

### 도로
- 국도 208호선
- 국도 501호선

## 참고 문헌
- 角川日本地名大辞典編纂委員会, 『角川日本地名大辞典 43 熊本県』1987, 角川書店